# Генрі Кебот Лодж
Генрі Кебот Лодж (англ. Henry Cabot Lodge, деколи відомий як Генрі Кебот Лодж-старший; 12 травня 1850 — 9 листопада 1924) — американський політик, історик та державний діяч із Массачусетсу. Він був членом Сенату США із 1893 по 1924 роки, лідером республіканської більшості у Сенаті у 1918—1924.
Найбільш відомий за свою діяльність у галузі зовнішньої політики у Сенаті. Успішна боротьба Генрі Кебота Лоджа проти Версальського договору, укладеного президентом Вудро Вільсоном, забезпечила те, що Сполучені Штати так і не доєдналися до Ліги Націй; його застереження щодо угоди вплинули на структуру ООН.

## Біографія
Генрі Кебот Лодж народився у місті Беверлі (штат Массачусетс) у сім'ї Джона Еллертона Лоджа та Анни Кебот. Він виріс у Бостоні та провів частину дитинства у Наганті.
У 1872 році закінчив Гарвардський коледж, а у 1874 році — Гарвардську школу права. Після цього він нетривалий час займався юридичною практикою, а згодом здобув статус доктора філософії в галузі історії у Гарварді. Кілька років викладав у Гарвардському університеті, писав і редагував історичні праці. У 1878 році був обраний до Американської академії мистецтв і наук, а у 1881 — до Американського антикварного товариства.
На початку 1880-х років Генрі Кебот Лодж почав свою політичну кар'єру. У 1880—1882 був членом Палати представників Массачусетсу (від 10-го округу Массачусетсу, який покривав округ Ессекс). У 1887—1893 був членом Палати представників США (від 6-го округу Массачусетсу). Він автор неуспішного Законопроєкту Лоджа (Lodge Bill), метою якого було посилити захист права голосу афроамериканців та встановити національну систему секретних бюлетенів.
У 1880-х роках почалася його близька дружба з Теодором Рузвельтом — майбутнім президентом США (1901—1909); Лодж і Рузвельт дружили протягом усього свого життя.
Із 1893 року до своєї смерті у 1924 році представляв Массачусетс у Сенаті США. Протягом свого перебування у Сенаті Лодж поступово став одним із найвпливовіших сенаторів; із 1918 року він був лідером республіканської більшості у Сенаті, а також із 1919 року очолював впливовий комітет із міжнародних відносин.
У Сенаті Лодж активно займався зовнішньою політикою; зокрема він підтримував іспансько-американську війну 1898 року, розширення американських територій та вступ США до Першої світової війни. Він також підтримував обмеження на імміграцію — був членом Ліги за обмеження імміграції (Immigration Restriction League) та вплинув на ухвалення Закону про імміграцію 1917 року (Immigration Act of 1917).
Ставши лідером комітету з міжнародних відносин після Першої світової війни, Лодж очолив республіканську опозицію Версальській угоді, розробленій президентом Вільсоном. Зокрема, Лодж запропонував чотирнадцять застережень до угоди. Його основним застереженням було побоювання, що зобов'язання країн-членів Ліги Націй послаблять владу Конгресу та суверенітет США; ці застереження відіграли важливу роль у запровадженні права вето в Раді Безпеки ООН, яка була створена після Другої світової війни у 1945 році. Вільсон відмовився прийняти застереження Лоджа, і Сенат не ратифікував Версальську угоду з пунктом про Лігу Націй.
Лодж був сенатором до своєї смерті у 1924 році. Він помер після інсульту у віці 74 років 5 листопада 1924 року.
Лодж був одружений з Анною Кебот Міллс Дейвіс, у них було троє дітей. Син Генрі Кебота Лоджа Джордж (George Cabot Lodge) став поетом; син Джорджа (і внук Генрі) Генрі Кебот Лодж-молодший також став сенатором від Массачусетсу, був кандидатом у віцепрезиденти на виборах 1960 року та послом США у Південному В'єтнамі і Західній Німеччині.